# Hôpital du Valdor
Le Valdor est un hôpital situé à Liège dans le quartier d'Amercœur. Il s'agissait au départ d'un hospice pour personnes âgées et invalides. Aujourd'hui, il est devenu un établissement hospitalier, mais reste spécialisé dans la gériatrie et la revalidation.
Le bâtiment initial fut construit en 1889. En 1969, de nouvelles installations sont inaugurées juste à côté et les activités s'y concentrent. À partir de 1987, l'ancien hôpital est entièrement laissé à l'abandon. En 2005, la démolition et la reconstruction de celui-ci est entreprise ; seule la façade originale est conservée.

## L'asile de vieillesse
Au XVIIe siècle, à Liège, de nombreux invalides sans ressources sont refusés par les hôpitaux. Le chanoine de la collégiale Saint-Denis, Pierre-Paul de Valdor, se met à loger des malheureux en sa demeure tout en faisant appel à des amis.
Il forme une association, la Compagnie des personnes charitables, qui devient une confrérie par édit du prince-évêque Louis d'Elderen, le 5 mars 1689, sous l'invocation de Saint Charles Borromée, donnant naissance à la congrégation liégeoise des Sœurs de Saint-Charles Borromée. Après la publication d'un Tableau de la misère des pauvres malades incurables, les personnalités de la ville prirent conscience de la nécessité de la création d'un hospice pour recevoir ces malades.
En 1701, l'hospice hérite d'un terrain au Vert-Bois et d'une forte somme d'argent de Jean-Ernest Surlet de Chokier afin de construire un hôpital pour les incurables et un autre pour les repentis. Le projet sera mené à bien par son frère, Ignace vicomte de Montenaeken, donateur de nombreuses œuvres d'art.
Les locaux trop exigus, la Commission des Hospices civils transfère l'hospice des hommes incurables en 1891 sur les trois hectares du terrain dit des Prébendiers, site actuel de l'hôpital.
Après les bombardements des 6 et 7 août 1914 qui occasionnent des dégâts considérables, et l'hôpital de Bavière étant réquisitionné par les Allemands, un service de médecine est ouvert le 26 octobre 1915 pour les liégeois indigents. Le service de chirurgie de Bavière y sera transféré le 7 octobre 1918.

## L'hôpital pour malades chroniques
En 1954, la Commission d'Assistance Publique divise l'hospice en un asile de vieillesse et un hôpital pour malades chroniques. Les activités cliniques se déploient alors.
En 1967, un nouveau bâtiment de 248 lits est construit dans les jardins de l'ancien asile, ainsi que 64 petits appartements réservés aux vieux couples dont un des conjoints est atteint de maladie chronique. L'ensemble se composera de l'hôpital gériatrique, de la maison de repos, tous deux rue Basse-Wez, tandis que la Cour des Prébendiers, rue d'Amercœur, est réservée à des couples pensionnés ainsi que le Centre Social d'Amercœur.
Les anciens bâtiments furent fermés en juin 1990.

## Réhabilitation de l'ancien site
En 2005 débute la démolition de l'ancien hôpital, désaffecté depuis quinze ans. La façade est conservée et restaurée. Derrière celle-ci sont construits de nouveaux bâtiments. Le projet architectural reçoit le Prix du Public lors de la remise du Prix de l'Urbanisme 2007.
Les activités hospitalières seront à terme transférées dans les nouvelles installations. L'édifice de 1969 est transformé en maison de repos.
Cédé par le CPAS de Liège, l'ensemble est géré par l'Intercommunale de Soins Spécialisés de Liège (ISoSL), issue de la fusion en 2008 de l'IPAL (intercommunale des personnes âgées de Liège et environs) et du CHP (centre hospitalier psychiatrique).